# Larry Black
Lawrence Jeffery (Larry) Black (Miami, 20 juli 1951 – aldaar, 8 februari 2006) was een Amerikaanse atleet, die gespecialiseerd was in de sprint.

## Loopbaan
Black won, als student aan het North Carolina Central University, de 200 yd op de NCAA-kampioenschappen in 1971.
Hij nam in 1972 deel aan de Olympische Spelen van München. Op de 200 m, die op 4 september gelopen werd, won hij een zilveren medaille in 20,19 s achter de Rus Valeri Borzov (goud; 20,00) en voor de Italiaan Pietro Mennea (brons; 20,30). Op de 4 × 100 m estafette liep hij als openingsloper van zijn team, dat verder uit Robert Taylor, Gerry Tinker en Eddie Hart bestond. Het team won goud en evenaarde het wereldrecord van 38,19, dat al in handen was van de Verenigde Staten. Het zilver en het brons gingen respectievelijk naar de Russische (38,50) en de West-Duitse estafetteploeg (38,79).
Black stierf op 54-jarige leeftijd aan een aneurysma.

## Titels
- Olympisch kampioen 4 × 100 m - 1972
- NCAA-kampioen 100 m - 1977
- NCAA-kampioen 200 yd - 1971

## Persoonlijk record
| Onderdeel | Prestatie | Datum            | Plaats  |
| --------- | --------- | ---------------- | ------- |
| 200 m     | 20,19 s   | 4 september 1972 | München |

## Palmares

### 200 m
- 1972:  OS - 20,19 s

### 4 × 100 m
- 1972:  OS - 38,19 s (WR)

1912: Jacobs, Macintosh, d'Arcy, Applegarth ·
1920: Paddock, Scholz, Murchison, Kirksey ·
1924: Clarke, Hussey, Leconey, Murchison ·
1928: Wykoff, Quinn, Borah, Russell ·
1932: Kiesel, Toppino, Dyer, Wykoff ·
1936: Owens, Metcalfe, Draper, Wykoff ·
1948: Ewell, Wright, Dillard, Patton ·
1952: Smith, Dillard, Remigino, Stanfield ·
1956: Murchison, King, Baker, Morrow ·
1960: Cullmann, Hary, Mahlendorf, Lauer ·
1964: Drayton, Ashworth, Stebbins, Hayes ·
1968: Greene, Pender, Smith, Hines ·
1972: Black, Taylor, Tinker, Hart ·
1976: Glance, Jones, Hampton, Riddick ·
1980: Moeravjov, Sidorov, Prokofjev, Aksinin ·
1984: Graddy, Brown, Smith, Lewis ·
1988: Bryzgin, Krylov, Moeravjov, Savin ·
1992: Marsh, Burrell, Mitchell, Lewis ·
1996: Esmie, Gilbert, Surin, Bailey ·
2000: Drummond, Williams, Lewis, Greene ·
2004: Gardener, Campbell, Devonish, Lewis-Francis ·
2008: Bledman, Burns, Callender, Thompson ·
2012: Carter, Frater, Blake, Bolt ·
2016: Powell, Blake, Ashmeade, Bolt ·
2020: Desalu, Jacobs, Patta, Tortu ·
2024: Brown, Blake, Rodney, De Grasse